# А

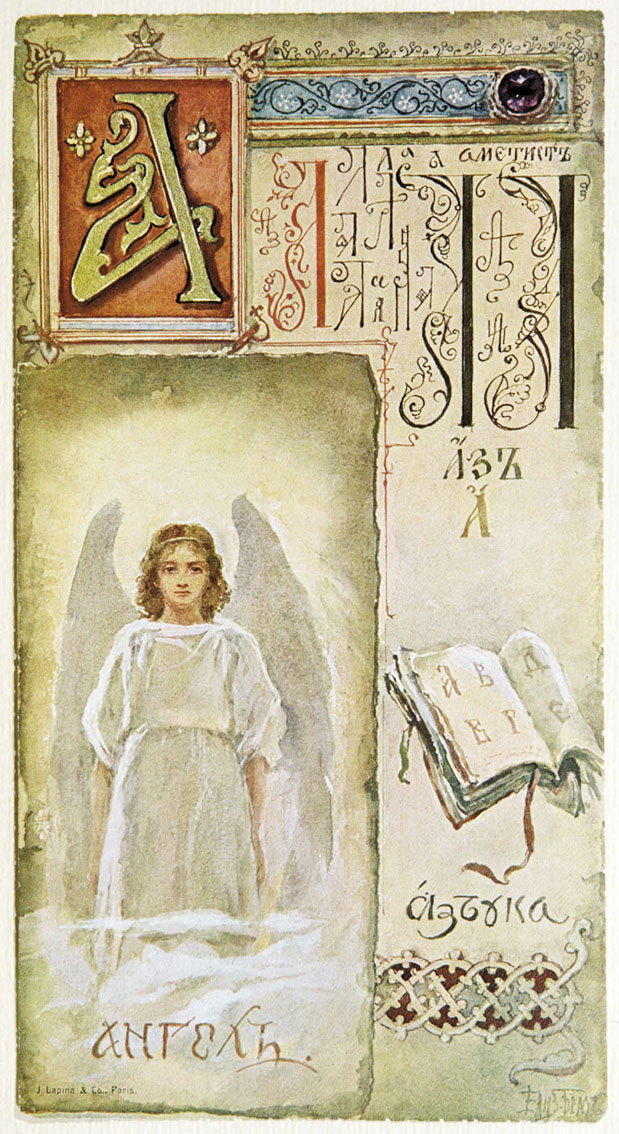
Lletra А en abecedari de la Elisabeth Boehm

А, а (en cursiva А, а) és la primera lletra de l'alfabet ciríl·lic, primera lletra també dels alfabets rus, serbi, macedònic, ucraïnès i belarús. Prové directament de la lletra alfa de l'alfabet grec. A l'alfabet ciríl·lic antic el seu nom era azǔ i hi representava el número u. És emprada en les llengües russa, macedònica, sèrbia i txetxena, on representa la vocal /a/. Després de patir diverses transformacions, actualment s'escriu de mode similar a la lletra a de l'alfabet llatí.

## Taula de codis
| Codificació de caràcters | Tipus     | Decimal | Hexadecimal | Octal  | Binari              |
| ------------------------ | --------- | ------- | ----------- | ------ | ------------------- |
| Unicode                  | Mayúscula | 1040    | 0410        | 002020 | 0000 0100 0001 0000 |
| Unicode                  | Minúscula | 1072    | 0430        | 002060 | 0000 0100 0011 0000 |
| ISO 8859-5               | Majúscula | 176     | B0          | 260    | 1011 0000           |
| ISO 8859-5               | Minúscula | 208     | D0          | 320    | 1101 0000           |
| KOI 8                    | Majúscula | 225     | E1          | 341    | 1110 0001           |
| KOI 8                    | Minúscula | 193     | C1          | 301    | 1100 0001           |
| Windows 1251             | Majúscula | 192     | C0          | 300    | 1100 0000           |
| Windows 1251             | Minúscula | 224     | E0          | 340    | 1110 0000           |